# Север из Турририо
Север (+ ок. 484) — исповедник из Северо-Западной Африки. Святой Католической церкви, день памяти — 6 декабря.
Святой Север был из королевской семьи Турририо (Turririo). В 484 году король Гунерих приказал подвергнуть его мучениям - святого Севера бросили наземь и поволокли, ухватив за запястья, связанные верёвками. Так его таскали по всему городу, но, Божией милостью, святой остался жив.